# Marsch (Musik)

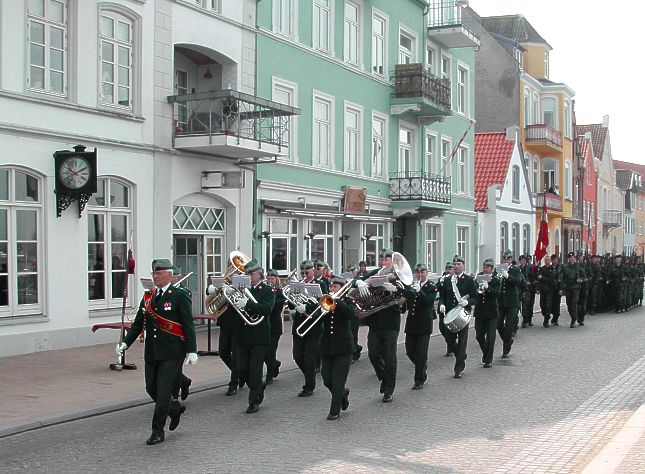
140. Jahrestag der Erstürmung der Düppeler Schanzen, Militärparade durch das dänische Sønderborg mit einer Kapelle vorneweg

Ein Marsch ist ein Musikstück, das durch gleichmäßige metrische Akzente im meist geraden (zweiteiligen) Takt das Gehen oder Marschieren im Gleichschritt erleichtern soll. Deswegen hat der Marsch in der Militärmusik besondere Bedeutung erlangt. Marschmusik bezeichnet die entsprechende Musikgattung. Sie ist mit den Schreittänzen wie Intrada, Pavane und Polonaise verwandt. Die Bezeichnung „Marsch“ stammt von marcare ab, einem erschlossenen Verb des Vulgärlatein, das seinerseits wohl auf das althochdeutsche Wort markon aus der Jägersprache mit den Füßen stampfen, Spuren oder eine Fährte hinterlassen zurückgeht. Damit wird also ein fest auftretendes, gewissermaßen „hämmerndes“ Schreiten bezeichnet.

## Entwicklung

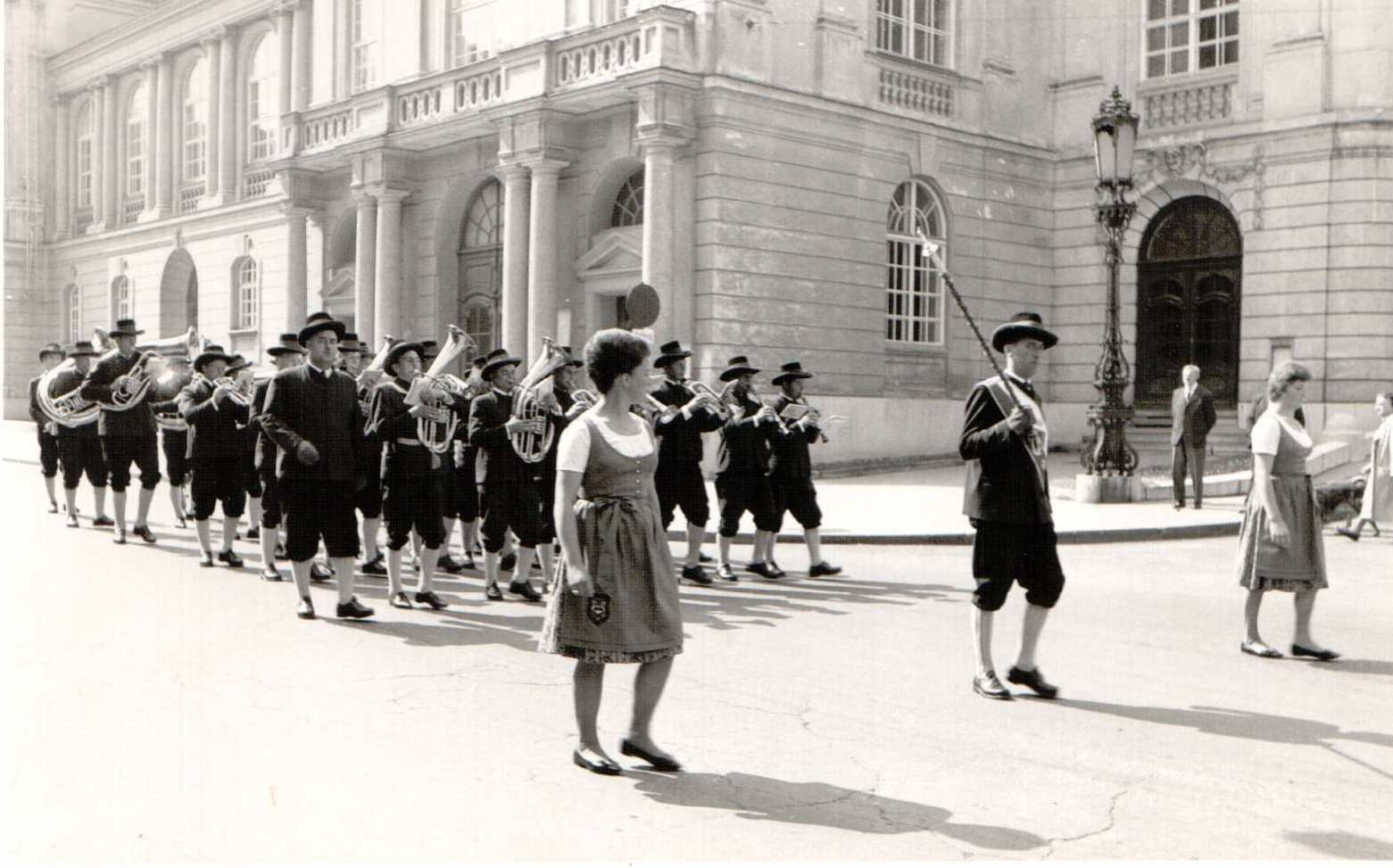
Grenzlandtrachtenkapelle Mureck 1964 in Graz

Festliche Aufzüge wurden schon im Altertum mit Musik begleitet; eine höhere künstlerische Gestaltung erhielt der Marsch in der griechischen Tragödie, wo der Chor in gemessener Bewegung auftrat und ebenso abtrat, allerdings nicht mit Instrumentalbegleitung, sondern singend.
Dass in der antiken Kriegsführung Marschmusik gespielt werden konnte, berichtet Thukydides: Als die Spartaner in die Schlacht von Mantineia gingen, seien sie vorgerückt unter dem Spiel vieler eingesetzter Auleten, die nicht zur Ehre der Götter musiziert hätten, sondern damit die Krieger „gleichmäßig und im Takt marschierten“.
Der Militärmarsch wird gelegentlich unzutreffend auf den Dreißigjährigen Krieg zurückgeführt. Die Trommeln, Pauken, Trompeten und Schweizerpfeifen waren schon zu Anfang des 16. Jahrhunderts in Gebrauch, wenn ein Fürst in eine Stadt einritt oder in das Feld zog (Sebastian Virdung); auch spätmittelalterliche Prozessionsgesänge sowie Kreuzfahrer- und Landsknechtslieder bilden die Vorläufer des modernen Marsches.
Eine indirekte Quelle für militärische Marsch-Praktiken der Renaissance ist auch William Byrds Werk The Battle für Virginal bzw. Cembalo aus My Ladye Nevells Booke (1591): Es enthält vier Stücke, die ausdrücklich als „marche“ bezeichnet sind, darunter auch zwei im 3/2-Takt (The marche of horsmen („Reitermarsch“) und The marche to the fight („Marsch zum Kampf“)), und einen Irish marche im 12/4-Takt; auch einige andere Sätze aus The battle können als Marsch eingestuft werden, zumal sie typische Instrumentalbesetzungen von militärischer Marschmusik imitieren (The bagpipe and the drone („Dudelsack und Baßpfeife“), The flute and the droome („Flöte und Trommel“) etc.).

## Formen
Die Marschmusik ist überwiegend in geradem Takt gehalten. Eine Sonderform mit punktierten Rhythmen sind z. B. Märsche der Französischen Revolution, beispielsweise die Marseillaise. Ballettsätze sind auch in dreiteiligen Taktarten gehalten. Die Form des Marsches, wie er als Kunstmusik zuerst in Opern (Jean-Baptiste Lully) und dann als Klavierstück (François Couperin) zu finden ist, ist die der alten Tanzformen (zwei 8- bis 16-taktige Reprisen). Der heutige Marsch besteht ebenso in der Regel aus zwei Teilen von je 8 bis 16 Takten in Liedform. Der zweite Teil kann auch mehr Takte umfassen. Seit Mitte des 18. Jahrhunderts wird ein ebenso gebautes, eher melodiös gehaltenes „Trio“ als Mittelteil ergänzt, meist in der Subdominante. Schließlich wird auch noch ein Generalauftakt von 4 bis 16 Takten vor diese Form gesetzt.

## Ausprägungen und Instrumentierungen

### Der Marsch in der Kunstmusik
Seit dem 17. Jahrhundert ist der „Marsch“ als Musikstück in Liedform mit zwei kurzgliedrigen Phrasen, die wiederholt und einander gegenübergestellt werden, belegt. Erweitert wurde diese Form im 18. Jahrhundert durch ein melodiöses Trio. Deutsche Märsche stehen durchwegs im geraden Takt, während viele ältere französische ein ungerades Zeitmaß aufweisen. Auch Lully komponierte Ballettmärsche im ungeraden Takt. In der Oper des 17. und 18. Jahrhunderts seit Lully wurde der Marsch keineswegs nur in militärisch-kriegerischem Sinne eingesetzt, sondern auch als Aufzug für andere Personengruppen, wie z. B. für Priester und Priesterinnen, für Schäfer, für Matrosen, oder für exotische Volksgruppen wie z. B. Perser. Sowohl der allgemeine musikalische Charakter, das Tempo wie die Instrumentierung wurden dann dem entsprechenden Sinn angepasst, z. B. ist Rameaus Marche des Prêtresses de Diane (Marsch der Diana-Priesterinnen) aus Hippolyte et Aricie (1. Akt; 1733) ein sanftes „weibliches“ Stück mit Traversflöten und Streichern; ein anderer Marsch im 5. Akt derselben Oper steht im 3/4-Takt und hat typische Züge der Musette (lang liegende Bordunnoten).
Umgekehrt wurden Märsche auch manchmal im komischen Sinne gebraucht, z. B. ist Lullys pompöse Marche pour la cérémonie des Turcs („Marsch für die türkische Zeremonie“) für Molières Komödie Der Bürger als Edelmann (1670) in Wirklichkeit eine Verballhornung.
Eingang in die Kunstmusik fand der Marsch auch bei Johann Sebastian Bach, Joseph Haydn, Mozart und Beethoven. Selbst im 19. Jahrhundert komponierte Georges Bizet für seine Oper Carmen nicht nur den zündenden „Marsch der Toreros“ (Marche des Toréadors), sondern auch einen „Marsch der Schmuggler“ (Marche des Contrebandiers), der passenderweise eine leise und zarte Instrumentierung hat – so als wenn die Schmuggler heimlich und auf leisen Fußsohlen „marschieren“ würden, um nicht erwischt zu werden.
Wolfgang Amadeus Mozart komponierte eine ganze Reihe von Orchester-Märschen für Serenaden und Divertimenti (z. B. KV 214, 215, 248, 335, 445). Nach einer lokalen Tradition in Salzburg sollen die Musiker diese Märsche gespielt haben, während sie zum Schloss Mirabell in Salzburg oder zur Universität zogen, d. h. zwischen den eigentlichen Darbietungen der Serenaden. Eine besonders geistreiche Instrumentierung hat der Marsch KV 335 Nr. 1, wo die zupfenden Streicher in den Oboensoli einen Effekt wie eine tickende Uhr machen.
Ansonsten stand der Marsch besonders im 19. und frühen 20. Jahrhundert mit seinen nationalistischen und militaristischen Tendenzen und seinen Revolutionen in vollster Blüte. Beispielhaft dafür ist schon Gioachino Rossini, der nicht nur regelmäßig pompöse Märsche in seine Opern einbaute (Mosè in Egitto 1818, Semiramide 1823, Guillaume Tell 1829 u. a.), sondern auch einige Stücke für einzelne Fürsten komponierte: Darunter eine Auftragskomposition für den türkischen Sultan Abdülmecid I. (Marcia per il Sultano), die heute noch regelmäßig auf dem Programm italienischer Militärkapellen steht.
Beispielhaft für die Tendenzen des 19. Jahrhunderts ist auch die Produktion der Familie Strauss in Wien, die bei jeder passenden Gelegenheit einen Marsch komponierten, um Patriotismus oder Kaisertreue zu demonstrieren, oder militärische Persönlichkeiten zu ehren (z. B. Radetzky-Marsch von Johann Strauss Vater). Dabei kam es durchaus zu absurden Situationen, wenn Johann Strauss Vater und vor allem Johann Strauss Sohn ihr „Fähnchen nach dem Wind“ hingen. Strauss Sohn komponierte z. B. während der revolutionären Unruhen von 1848/1849 einen Studentenmarsch op. 56 über ein Freiheitslied und einen Revolutionsmarsch op. 54, und nur kurze Zeit später – nach der Niederschlagung der Revolution durch kaiserliche Truppen – einen Kaiser-Franz-Joseph-Marsch op. 67. Dem ließ er noch viele weitere Demonstrationen seiner Kaisertreue folgen, wie z. B. den Kaiser-Jäger-Marsch op. 93, einen Kaiser-Franz-Joseph-Rettungs-Jubel-Marsch op. 126, den Krönungsmarsch op. 183 (1856), und später Stücke mit jovialen Titeln wie Hoch Österreich! op. 371 (1875), oder Habsburg Hoch! op. 408 (1882). Daneben kreierte Johann Strauss Sohn aber auch einige Orchesterstücke mit exotisch gefärbter Instrumentierung, Harmonik und Melodik, wie den Persischen Marsch op. 289 (1864), den Egyptischen Marsch op. 335 (1869), oder den Russischen Marsch op. 426 (1886).
Seit der Übernahme populärer tonaler und harmonischer Elemente aus der profanen in die kirchliche Musik im 19. Jahrhundert, vor allem in Italien und Frankreich, gibt es Marschmusik auch für Orgel. Diese Kompositionen sind meist für feierliche Prozessionen und den Ein- und Auszug des Priesters gedacht. So haben häufig auch lediglich als Entrée (Einzug) oder Sortie (Auszug) bezeichnete Kompositionen marschähnlichen Charakter.
Aus der Zahl der für besondere Zwecke und Gelegenheiten bestimmten Märsche (Festmärsche, Huldigungsmärsche, kirchliche Märsche, fast nur auf der Bühne bei Aufzügen etc.) hebt sich als besonders charakteristisch der Trauermarsch (Marcia funebre) heraus. Daneben existieren auch Lieder in Marschform, die auch instrumental als Promenadenmarsch dargeboten werden.

### Deutscher Militärmarsch
In der Zeit Friedrichs II. und der Befreiungskriege entwickelte sich der deutsche Militärmarsch in eine Reihe von Formen, die als Parademärsche (Pas ordinaires), Präsentiermärsche, Geschwindmärsche (Pas redoublés, Quick march), Sturmmärsche (Pas de charge), Reiter- und Regimentsmärsche bezeichnet werden.
In Preußen umfasste das „Kleine Spiel“, das auf die Trommler- und Pfeiffermusik der Landsknechtfähnlein zurückgeht, Querflöte und Triangel. Mit der Einführung des reglementierten Gleichschritts im 17ten Jahrhundert traten weitere Instrumente hinzu, Holz- und Blechblasinstrumente, Schlagzeug und Schellenbaum, das „Große Spiel“ (siehe Geschichte der Besetzung der Militärmusiken in Deutschland).
Eine parodistische Weiterverarbeitung finden preußische und französische Militärmärsche in den Karnevalsmärschen im Rheinland.

### Instrumente
Neben den in der Blasmusik üblichen Instrumenten kommen bei der Marschmusik auch v.A. solche zum Einsatz, deren Schalltrichter beim Spielen eher nach vorne gerichtet ist; sogenannte Substitutionsinstrumente, die bei voll-symphonischen Orchestern meist nur selten, oder gar nie zum Einsatz kommen – hierbei handelt es sich normalerweise um Blechblasinstrumente. Beispiele hierfür sind das Mellophon statt des Waldhorns oder das Helikon und das Sousaphon statt der Tuba. Vor allem im englischen Sprachraum werden diese Instrumente als „marching brass“-Version bezeichnet, siehe dazu auch Abschnitt „Brass“ im Artikel „Drum Corps“.

## Beispiele

### Kunstmusik
Priestermärsche:
- Jean-Philippe Rameau: Marche des Prêtresses de Diane („Marsch der Diana-Priesterinnen“) aus Hippolyte et Aricie (1. Akt; 1733)
- Christoph Willibald Gluck: Alceste
- Wolfgang Amadeus Mozart: Die Zauberflöte
- Antonio Salieri: Axur, re d’Ormus und Palmira, regina di Persia
- Felix Mendelssohn Bartholdy: Kriegsmarsch der Priester aus Athalia op. 74
- Richard Wagner: Parsifal

Trauermärsche:
- Jean-Baptiste Lully: Alceste (1674)
- Henry Purcell: March Z. 860 zu den Funeral Sentences for Queen Mary („Begräbnismusik für Königin Maria II.“, 1695)
- Georg Friedrich Händel: Saul
- Antonio Salieri: Tarare; Il pastor fido und Axur, re d’Ormus
- Ludwig van Beethoven: Klaviersonate Nr. 12, 3. Satz; und 3. Sinfonie, 2. Satz
- Frédéric Chopin: Klaviersonate Nr. 2, 3. Satz
- Giuseppe Verdi: Marcia funebre aus Nabucco (Parte IV; 1842)
- Richard Wagner: Götterdämmerung
- Charles Gounod: Marche funèbre d’une marionette (Trauermarsch einer Marionette)
- Gustav Mahler: 1. Sinfonie und 5. Sinfonie

Hochzeitsmärsche
- Jeremiah Clarke: The Prince of Denmark’s March[A 10]
- Felix Mendelssohn Bartholdy: Sommernachtstraum
- Richard Wagner: Lohengrin (Treulich geführt)

Krönungsmärsche
- Giacomo Meyerbeer: Krönungsmarsch aus Le Prophète (1849)

Exotische Märsche
- Jean-Baptiste Lully: Marche pour la Cérémonie des Turcs aus Le Bourgeois gentilhomme (1670; eigentlich eine Parodie)
- Wolfgang Amadeus Mozart: „Türkischer Marsch“ aus der Klaviersonate Nr. 11 A-Dur KV 331, und „Janitscharenmarsch“ aus Die Entführung aus dem Serail (KV 384)
- Johann Strauss Sohn: Persischer Marsch op. 289, Egyptischer Marsch op. 335, und Russischer Marsch op. 426

Andere Märsche klassischer Komponisten
- William Byrd: The Earle of Oxfords Marche (auch The Marche before the Battell),[A 11][14] und mehrere Märsche in The Battell (My Ladye Nevells Booke, 1591)
- Heinrich Ignaz Franz Biber: Marsch (Mars) aus Sonata Violino solo representativa (1669) und aus der Battaglia à 10 (1673)
- Jean-Baptiste Lully: Marche pour le combat aus Amadis (1684), Marche des Sacrificateurs et des Combattants aus Thésée (1675)
- André Cardinal Destouches: Marche des bergers (Marsch der Schäfer) in Issé (1697), Märsche für Schäfer und für Matrosen in Les Éléments (1721); und Marche aus Callirhoë (1712/1743)
- François Couperin: La Marche des Gris-Vêtus (Marsch der Grau-Gekleideten; im 4me Ordre, 1. Buch, 1713)[A 12][15] und Marche zu Les Fastes de la grande, et Ancienne Mxnxstrxndxsx (sic = Mènestrandise) im 11me Ordre, 2. Buch, 1716
- Johann Sebastian Bach: Marcia zur Kantate Nr. 207 Vereinigte Zwietracht
- Wolfgang Amadeus Mozart: Verschiedene Orchestermärsche (u. a. KV 214, 215, 237, 248, 249), häufig für Serenaden oder Divertimenti; auch 1. Satz: Marcia der Serenata notturna KV 239
- Antonio Salieri: Triumph- und Auftrittsmärsche aus Palmira, regina di Persia
- Gioachino Rossini: Märsche in diversen Opern, u. a. in Mosé in Egitto (1818), Semiramide (1823), Guillaume Tell (Marsch der Schweizer Soldaten im Finale der Ouverture; 1829). Außerdem die Marcia per il Sultano Abdul Medjid (im Auftrage des Sultans Abdul Medjid)
- Franz Schubert: Militärmarsch
- Giuseppe Verdi: Triumphmarsch aus Aida (1871)
- Richard Wagner: Kaisermarsch (1871)
- Johann Strauss (Sohn): Zahlreiche Märsche, darunter Revolutionsmarsch op. 54 (1848), Krönungsmarsch op. 183 (1856), Kaiser-Jäger-Marsch op. 93, Hoch Österreich! op. 371 (1875)
- Camille Saint-Saëns: Marche royale du Lion (Königlicher Marsch des Löwen) im Karneval der Tiere (1886)
- Georges Bizet: Marche des Toréadors (Marsch der Toreros) und Marche des Contrebandiers (Marsch der Schmuggler) aus Carmen (1875)
- Pjotr Iljitsch Tschaikowski: Marche aus dem Ballett Der Nussknacker (1892); und Slawischer Marsch
- Paul Lincke: Berliner Luft
- Edward Elgar: Pomp and Circumstance Marches

Sakrale Märsche für Orgel
- Jacques-Louis Battmann: Sortie. Mouvement de Marche, aus opus 30
- Marco Enrico Bossi: Entrée pontificale, opus 104,1
- Jules Grison: Marche festivale
- Sigfrid Karg-Elert: Nun danket alle Gott. Marche triomphale, aus opus 65
- Louis Lefébure-Wély: Marche pouvant servir pendant une Procession ou une Sortie opus 122,4 (1858)
- Louis Lefébure-Wély: Six Morceaux pour l’Orgue, contenant 3 Marches et 3 Élévations op. 36. (1863).
- Alphonse Mailly: Marche solennelle
- Vincenzo Petrali: Marcia per dopo la Messa

Weitere Beispiele
- Narrhallamarsch
- Narrenmarsch (Gattung)
- T. Weißmann, M. Sturz: Kyffhäuser-Turnermarsch
- Westerwaldlied

### Militärische Marschmusik
Militärmarsch und Konzertmarsch, namentlich Jubel- und Triumphmarsch, können nicht strikt unterschieden werden.
- Deutschland
  - Cyber Marsch
  - Ludwig van Beethoven: Yorckscher Marsch
  - Georg Fürst: Badonviller-Marsch
  - Dessauer Marsch
  - Hermann Ludwig Blankenburg: Abschied der Gladiatoren, Deutschlands Waffenehre, Klar zum Gefecht!, Mein Regiment
  - Anton Krettner: Tölzer Schützenmarsch
  - Kuno Graf von Moltke: Des Großen Kurfürsten Reitermarsch
  - Unbekannt, möglicherweise König Friedrich II. von Preußen: Der Hohenfriedberger
  - König Friedrich Wilhelm III. von Preußen: Präsentiermarsch, Marsch Bataillon Garde
  - Gottfried Piefke: Preußens Gloria, Königgrätzer Marsch
  - Carl Teike: Alte Kameraden, Graf-Zeppelin-Marsch, In Treue fest!
  - Adolf Scherzer: Bayerischer Defiliermarsch
  - Rudolf Herzer: Hoch Heidecksburg
  - Julius Möllendorf: Parademarsch Nr. 1
  - Ernst Uebel: Jubelklänge
  - Friedrich Lübbert: Helenenmarsch
- Finnland
  - Jean Sibelius: Jääkärimarssi (Jägermarsch)
  - Selim Palmgren: Hakkapeliittain Marssi (Marsch der finnländischen Reiterei)
- Vereinigtes Königreich
  - The British Grenadiers
  - Kenneth J. Alford: Colonel Bogey March, The Middy, The Standard of Saint George, Army of the Nile, On The Quarter Deck
  - Walford Davies: RAF March Past
- Italien
  - Gaetano Fabiani: Marcia Militare Italiana „Venezia“ (Venezia-Marsch)
- Niederlande
  - Johan Wichers: Mars di Medici (Marsch der Medici), Naar Hoger Doel, Veteranen Mars
  - Hendrik Karels: Huzarenmars
- Österreich-Ungarn
  - Karl Komzák: Erzherzog-Albrecht-Marsch
  - Wilhelm August Jurek: Deutschmeister-Regimentsmarsch
  - Dominik Ertl: Hoch- und Deutschmeister-Marsch
  - Johann Strauss (Vater): Radetzkymarsch
  - Hans Schmid: Rainermarsch
  - Julius Fučík: Regimentskinder, Florentiner Marsch, Einzug der Gladiatoren
  - Franz von Suppè: Oh Du mein Österreich
  - Josef Franz Wagner: Unter dem Doppeladler
- Russland
  - Wassili Agapkin: Abschied der Slawin (Прощание славянки)
- Schweiz
  - Carl Friedemann: Gruss an Bern, Kaiser-Friedrich-Marsch
  - Stephan Jaeggi: General-Guisan-Marsch
  - Gian Battista Mantegazzi: Bellinzona
  - Heinrich Steinbeck: Frei wie der Adler, Regimentsgruß, Thurgauer Marsch (Marsch des Infanterieregiments 31)
  - Berner Marsch: traditioneller alter Marsch, vermutlich aus dem 17. Jahrhundert; verschiedene Bearbeitungen
- Schottland
  - Scotland the Brave
- Spanien
  - Geronimo Gimenez: Los Voluntarios
  - Roman de San Jose: El Turuta
  - Jaime Teixidor: Amparito Roca
- Türkei
  - İstiklâl Marşı (Unabhängigkeitsmarsch)
- Ungarn
  - Rákóczi-Marsch, ungarisches Nationallied, bearbeitet u. a. von Franz Liszt und Hector Berlioz (La damnation de Faust)
- USA
  - John Philip Sousa: Stars and Stripes Forever (Unter dem Sternenbanner), The Washington Post March, Sousa Medley, Hands Across the Sea
  - Henry Fillmore: Military Escort
  - Glen Miller: St. Louis Blues March
  - Paul A. Miedtke: Great Lakes 2nd Regiment March[16]

## Noten
- William Byrd: My Ladye Nevells Booke of Virginal Music. Hilda Andrews (ed.), Dover Publications, New York 1969. ISBN 0-486-22246-2
- François Couperin: Pièces de clavecin (Premier livre). Facsimile, publ. sous la dir. de J. Saint-Arroman, Courlay: Édition J. M. Fuzeau, 1988.
- The Fitzwilliam Virginal Book (revised Dover Edition), 2 Bde., hrsg. von J. A. Fuller Maitland u. W. Barclay Squire, korrigiert u. hrsg. von Blanche Winogron, New York: Dover Publications, 1979/1980.

## Einspielungen
- Mozart - Posthornserenade & Marches KV 335, Staatskapelle Dresden, Nikolaus Harnoncourt, erschienen bei: Teldec (urspr. 1984).
- Jean-Philippe Rameau: Orchestersuite aus "Hippolyte et Aricie", La Petite Bande, Sigiswald Kuijken, erschienen bei: deutsche harmonia mundi 1979 (LP).
- J. Strauss, Jr. - Edition, über 34 CDs, verschiedene Orchester und Dirigenten, erschienen bei: Marco Polo (CD).